# Джулсбург (Колорадо)
Джулсбург (англ. Julesburg) — місто (англ. town) в США, в окрузі Седжвік штату Колорадо. Населення — 1307 осіб (2020).

## Географія
Джулсбург розташований за координатами 40°59′6″ пн. ш. 102°15′45″ зх. д. / 40.98500° пн. ш. 102.26250° зх. д. (40.984988, -102.262580).  За даними Бюро перепису населення США в 2010 році місто мало площу 3,84 км², уся площа — суходіл.

### Клімат
| Клімат : Джулсбург                 | Клімат : Джулсбург | Клімат : Джулсбург | Клімат : Джулсбург | Клімат : Джулсбург | Клімат : Джулсбург | Клімат : Джулсбург | Клімат : Джулсбург | Клімат : Джулсбург | Клімат : Джулсбург | Клімат : Джулсбург | Клімат : Джулсбург | Клімат : Джулсбург | Клімат : Джулсбург |
| Показник                           | Січ.               | Лют.               | Бер.               | Квіт.              | Трав.              | Черв.              | Лип.               | Серп.              | Вер.               | Жовт.              | Лист.              | Груд.              | Рік                |
| Абсолютний максимум, °C            | 23,3               | 26,1               | 31,1               | 34,4               | 37,2               | 41,7               | 42,8               | 42,8               | 39,4               | 35,0               | 29,4               | 24,4               | 42,8               |
| Середній максимум, °C              | 5,1                | 9,2                | 13,6               | 18,8               | 23,9               | 29,9               | 33,2               | 32,4               | 27,6               | 20,4               | 11,2               | 6,3                | 19,3               |
| Середній мінімум, °C               | −10,2              | −7,2               | −3,5               | 1,0                | 6,9                | 12,3               | 15,7               | 14,7               | 8,6                | 1,7                | −4,7               | −9,1               | 2,2                |
| Абсолютний мінімум, °C             | −36,7              | −32,2              | −30,6              | −22,2              | −7,2               | 0,6                | 1,7                | 3,3                | −8,9               | −19,4              | −25,6              | −38,9              | −38,9              |
| Норма опадів, мм                   | 10                 | 9                  | 34                 | 41                 | 86                 | 65                 | 58                 | 57                 | 33                 | 24                 | 15                 | 7                  | 439                |
| ---------------------------------- | ------------------ | ------------------ | ------------------ | ------------------ | ------------------ | ------------------ | ------------------ | ------------------ | ------------------ | ------------------ | ------------------ | ------------------ | ------------------ |
| Джерело: NOAA (normals, 1971–2000) |                    |                    |                    |                    |                    |                    |                    |                    |                    |                    |                    |                    |                    |

## Демографія
Згідно з переписом 2010 року, у місті мешкало 1225 осіб у 570 домогосподарствах у складі 313 родин. Густота населення становила 319 осіб/км².  Було 730 помешкань (190/км²).
Расовий склад населення:
| - 92,4 % — білих - 0,7 % — азіатів - 0,5 % — чорних або афроамериканців - 0,3 % — корінних американців - 4,8 % — осіб інших рас |

До двох чи більше рас належало 1,3 %. Частка іспаномовних становила 11,0 % від усіх жителів.
За віковим діапазоном населення розподілялося таким чином: 19,4 % — особи молодші 18 років, 55,0 % — особи у віці 18—64 років, 25,6 % — особи у віці 65 років та старші. Медіана віку мешканця становила 48,4 року. На 100 осіб жіночої статі у місті припадало 87,3 чоловіків;  на 100 жінок у віці від 18 років та старших — 85,9 чоловіків також старших 18 років.
Середній дохід на одне домашнє господарство  становив 45 933 долари США (медіана — 41 500), а середній дохід на одну сім'ю — 53 826 доларів (медіана — 49 773). Медіана доходів становила 43 864 долари для чоловіків та 31 875 доларів для жінок. За межею бідності перебувало 12,7 % осіб, у тому числі 22,1 % дітей у віці до 18 років та 5,8 % осіб у віці 65 років та старших.
Цивільне працевлаштоване населення становило 454 особи. Основні галузі зайнятості: освіта, охорона здоров'я та соціальна допомога — 26,0 %, публічна адміністрація — 12,6 %, роздрібна торгівля — 11,2 %, мистецтво, розваги та відпочинок — 11,0 %.